# 12. Reserve-Division (Deutsches Kaiserreich)
Die 12. Reserve-Division war ein Großverband der Preußischen Armee im Ersten Weltkrieg.

## Gliederung

### Kriegsgliederung bei Mobilmachung 1914
- 22. Reserve-Infanterie-Brigade
  - Reserve-Infanterie-Regiment Nr. 23
  - Reserve-Infanterie-Regiment Nr. 38
  - Reserve-Jäger-Bataillon Nr. 6
- 23. Reserve-Infanterie-Brigade
  - Reserve-Infanterie-Regiment Nr. 22
  - Reserve-Infanterie-Regiment Nr. 51
- Reserve-Ulanen-Regiment Nr. 4
- Reserve-Feldartillerie-Regiment Nr. 12
- 1. Reserve-Kompanie/Schlesisches Pionier-Bataillon Nr. 6
- 2. Reserve-Kompanie/Schlesisches Pionier-Bataillon Nr. 6

### Kriegsgliederung vom 20. Februar 1918
- 22. Reserve-Infanterie-Brigade
  - Reserve-Infanterie-Regiment Nr. 23
  - Reserve-Infanterie-Regiment Nr. 38
  - Reserve-Infanterie-Regiment Nr. 51
  - 2. Eskadron/Reserve-Husaren-Regiment Nr. 4
- Artillerie-Kommandeur Nr. 99
  - Reserve-Feldartillerie-Regiment Nr. 12
- Pionier-Bataillon Nr. 312
- Divisions-Nachrichten-Kommandeur Nr. 412

## Gefechtskalender

### 1914
- 22. bis 27. August – Schlacht bei Longwy-Longuyon und am Othain-Abschnitt
- 28. August bis 1. September – Schlacht um die Maasübergänge
- 02. bis 3. September – Schlacht bei Varennes-Montfaucon
- 06. bis 12. September – Schlacht bei Vaubecourt-Fleury
- 12. bis 16. September – Nachhutgefechte an und in den Argonnen
- ab 15. September – Stellungskämpfe um Verdun

### 1915
- 01. Januar bis 31. Dezember – Stellungskämpfe um Verdun

### 1916
- bis 20. Februar – Stellungskämpfe um Verdun
- 21. Februar bis 15. Mai – Schlacht um Verdun
- 16. Mai bis 17. Juni – Stellungskämpfe in Flandern und Artois
- 18. bis 25. Juni – Reserve der OHL
- 26. Juni bis 30. Juli – Schlacht an der Somme
- 30. Juli bis 22. September – Stellungskämpfe in Flandern und Artois
- 23. bis 25. September – Schlacht an der Somme
- ab 26. September – Stellungskämpfe in Flandern und Artois

### 1917
- bis 25. März – Stellungskämpfe in Flandern und Artois
- 27. März bis 20. Juni – Kämpfe vor der Siegfriedfront
- 21. Juni bis 6. August – Kämpfe in der Siegfriedstellung
- 07. bis 30. August – Sommerschlacht in Flandern
- 01. September bis 7. November – Kämpfe in der Siegfriedstellung
- 12. November bis 3. Dezember – Herbstschlacht in Flandern
- ab 4. Dezember – Stellungskämpfe in Flandern

### 1918
- bis 15. Februar – Stellungskämpfe in Flandern
- 15. Februar bis 30. April – Stellungskämpfe in Flandern und Artois
- 01. Mai bis 4. August – Stellungskrieg in Französisch-Flandern und Artois
- 05. bis 23. August – Kämpfe vor der Front Ypern-La Bassée
- 24. August bis 3. September – Schlacht bei Monchy-Bapaume
- 05. bis 26. September – Kämpfe vor der Siegfriedfront
- 27. September bis 14. Oktober – Kämpfe vor der Front Armentières-Lens
- 15. bis 19. Oktober – Kämpfe zwischen Deûle-Kanal und Schelde
- 20. bis 22. Oktober – Kämpfe in der Hermannstellung an der Schelde
- 31. Oktober bis 4. November – Kämpfe vor und in der Hermannstellung
- 05. bis 11. November – Rückzugskämpfe vor der Antwerpen-Maas-Stellung
- ab 12. November – Räumung des besetzten Gebietes und Marsch in die Heimat

## Kommandeure
| Dienstgrad      | Name               | Datum                                 |
| --------------- | ------------------ | ------------------------------------- |
| Generalleutnant | Hinko von Lüttwitz | 02. August bis 29. November 1914      |
| Generalleutnant | Hans von Carlowitz | 30. November 1914 bis 25. August 1915 |
| Generalleutnant | Karl von Kehler    | 26. August 1915 bis 21. August 1916   |
| Generalmajor    | Konrad Dumrath     | 21. August 1916 bis 13. März 1918     |
| Generalleutnant | Otto von Arnim     | 13. März 1918 bis 20. Januar 1919     |